# انتخابات‌های ایالات متحده آمریکا (۲۰۲۲)

نتایج انتخابات مجلس سنای ایالات متحده تاکنون:

نتایج انتخابات مجلس نمایندگان ایالات متحده تاکنون:

انتخابات ۲۰۲۲ ایالات متحده مجموعه ای از انتخابات بود که عمدتاً (به استثنای رای‌گیری غیابی) در ۸ نوامبر ۲۰۲۲ برگزار شد. در این سال انتخابات میان‌دوره‌ای (مجلس نمایندگان)، همه ۴۳۵ کرسی مجلس نمایندگان و ۳۵ کرسی از ۱۰۰ کرسی سنا در انتخابات مجلس سنا با هم رقابت کردند. ۳۹ انتخابات فرمانداری ایالتی و منطقه ای و همچنین بسیاری از انتخابات ایالتی و محلی دیگر با هم رقابت کردند. نتایج تعیین‌کننده ۱۱۸امین کنگره ایالات متحده خواهد بود. این اولین انتخاباتی بود که تحت تأثیر تقسیم‌بندی مجدد پس از سرشماری ۲۰۲۰ قرار گرفت.
نتایج اولیه نشان داد که نامزدهای دموکرات به طرز چشمگیری نسبت به روندهای تاریخی بیش از حد عمل کردند، در حالی که نامزدهایی که مورد حمایت دونالد ترامپ بودند یا نتایج انتخابات ۲۰۲۰ را رد کردند، عملکرد قابل توجهی نداشتند. مسائلی که به نفع دموکرات‌ها بود شامل نگرانی قابل توجه در مورد افراط گرایی و احترام به هنجارهای دموکراتیک در حزب جمهوری‌خواه، حقوق سقط جنین، و کمپین انتخاباتی بالقوه ترامپ در سال ۲۰۲۴ بود. با پیروی از روندهای سال ۲۰۱۲، رأی دهندگان اقلیت، به ویژه آنهایی که از طبقه کارگر یا اسپانیایی‌تبار بودند، به سمت جمهوری خواهان حرکت کردند، در حالی که سفیدپوستان مرفه و تحصیلکرده دانشگاهی عمدتاً به سمت حزب دموکرات حرکت کردند.
همه‌پرسی برای حفظ یا گسترش دسترسی به سقط جنین به‌طور یکسان برگزار و برنده شد، از جمله در کانزاس،  کنتاکی، مونتانا، و میشیگان. در فلوریدا، فرماندار ران دیسانتیس، نامزد احتمالی ریاست جمهوری ۲۰۲۴ جمهوری‌خواه، در یک انتخابات مجدد پیروز شد و به پیروزی دو رقمی در میان اسپانیایی‌ها، از جمله غیرکوبایی‌ها، دست یافت و به همسویی مجدد آنها در داخل ایالت نسبت به جمهوری‌خواهان دست یافت. به نظر می‌رسد نتایج اولیه نشان می‌دهد که DeSantis در میان اسپانیایی‌ها و لاتین تبارها به‌طور قابل توجهی بهتر از نامزدهای جمهوری‌خواه در سایر ایالت‌ها عمل می‌کند.

## پویش

### مقدماتی
در ژوئن ۲۰۲۲، نیویورک تایمز گزارش داد که بازوهای مبارزات انتخاباتی دموکرات به نامزدهای راست افراطی در انتخابات مقدماتی جمهوری‌خواهان کمک می‌کنند و معتقد بود که رقبای آسان‌تری در انتخابات عمومی خواهند بود. نامزدهای مقدماتی جمهوری‌خواه که توسط دونالد ترامپ، رئیس‌جمهور سابق حمایت می‌شد، تمایل به پیروزی داشتند و حمایت او برای بسیاری حیاتی بود. ترقی خواهان در حزب دمکرات نتایج متفاوتی را مشاهده کردند که هم ترقی خواهان و هم میانه‌روها در رقابت‌های مهم پیروز شدند.

### مسائل

#### اقتصاد
رای‌دهندگان از تورم بالا (۸٫۲٪)، قیمت بنزین و نرخ بهره به‌طور تاریخی رنج می‌برند که جمهوری خواهان آن را به خاطر سیاست‌های پرزیدنت بایدن و دموکرات‌ها مقصر می‌دانند. اقتصاد در سراسر سال ۲۰۲۲ موضوع اصلی رای‌دهندگان باقی ماند.

#### سقط جنین
پس از حکم دیوان عالی ایالات متحده در مورد دابز در برابر سازمان سلامت زنان جکسن که در ژوئن ۲۰۲۲ رو در برابر وید را لغو کرد، دموکرات‌ها در چندین انتخابات ویژه مجلس نمایندگان از نتایج بایدن در انتخابات ریاست جمهوری ۲۰۲۰ پیشی گرفتند و سقط جنین به عنوان یکی از عوامل اصلی پیروزی آن‌ها ذکر شد. حکم دابز سقط جنین را برای رأی دهندگان مهم‌تر کرد و حمایت زنان از حزب دموکرات پس از این تصمیم افزایش یافته‌است. حداقل شش ایالت دارای ابتکار رأی مربوط به سقط جنین هستند، که بیشترین میزان در یک سال است.

#### جنایت و خشونت با اسلحه
موضوع تیراندازی‌های دسته جمعی اخیر خشونت با اسلحه را برای رای‌دهندگان مهم‌تر کرده‌است. قانون جوامع ایمن دو حزبی، که در ژوئن ۲۰۲۲ تصویب شد، قوانین گسترده‌ای را برای ایمنی اسلحه ارائه کرد و توسط بایدن و دموکرات‌ها تبلیغ شد. با وجود این، جمهوری خواهان در میان رای‌دهندگانی که جرم و جنایت را یک مسئله اصلی می‌دانند، پیشی گرفته‌اند. جمهوری‌خواهان افزایش جنایات خشونت‌آمیز و قتل‌ها در سال‌های ۲۰۲۰ و ۲۰۲۱ را به دست مترقی‌ها و لیبرال‌ها و تلاش‌ها برای «کم کردن بودجه پلیس» می‌دانند، شعاری که توسط معترضان عدالت نژادی حمایت شد اما در نهایت توسط بایدن کاملاً رد شد. دموکرات‌ها برای قوانین سخت گیرانه تر اسلحه، از جمله ممنوعیت سلاح‌های تهاجمی، فشار آورده‌اند، در حالی که جمهوری خواهان به دنبال محافظت از دسترسی قانونی به اسلحه و متمم دوم قانون اساسی هستند.

#### دموکراسی
دموکرات‌ها تأکید کرده‌اند که از زمانی که ترامپ به رقابت با نتایج انتخابات ریاست‌جمهوری ۲۰۲۰ آمریکا ادامه داده‌است، حامیان دونالد ترامپ به‌طور فزاینده‌ای اقتدارگرا یا «نیمه فاشیست» شده‌اند، همان‌طور که بایدن آنها را نامیده‌است. دموکرات‌ها همچنین گفته‌اند که به دست آوردن مجدد قدرت جمهوری‌خواهان به حکومت آمریکا آسیب می‌زند و بسیاری از نامزدهای جمهوری‌خواه در سراسر کشور را «منکر انتخابات» می‌خوانند.

#### تحصیلات
جمهوری خواهان برای والدین استدلال کرده‌اند که کنترل بیشتری بر آنچه به فرزندانشان در مدارس آموزش داده می‌شود، به ویژه در مورد نژاد، هویت جنسیتی و جنسیت مورد بحث قرار می‌گیرند. دموکرات‌ها این نگرانی‌ها را رد کرده‌اند و می‌گویند که به دانش‌آموزان دگرباش جنسی و به‌ویژه دانش‌آموزان رنگین‌پوست آسیب خواهد رساند. کوین مک‌کارتی، رهبر اقلیت مجلس نمایندگان، قول داده‌است که "آموزش‌های از دست رفته ناشی از تعطیلی مدارس " را در طول همه‌گیری COVID-19 در ایالات متحده بازیابی می‌کند.

#### تغییر آب و هوا
دموکرات‌ها برای مقابله با اثرات منفی تغییرات آب و هوایی، از جمله مشوق‌ها برای پذیرش انرژی‌های تجدیدپذیر و خودروهای الکتریکی، فشار زیادی آورده‌اند.

#### مهاجرت
افزایش بیش از ۳۸۵ درصدی در برخوردهای مرزی از سال‌های ۲۰۲۰ تا ۲۰۲۲ به جمهوری‌خواهان برتری نسبت به دموکرات‌ها داده‌است، زیرا نظرسنجی‌ها نشان می‌دهد رای‌دهندگان به‌طور متوسط جمهوری‌خواهان را بر دموکرات‌ها برای حل مشکلات مهاجرت ترجیح می‌دهند. در یک شیرین‌کاری سیاسی، ران دیسانتیس مهاجران را به تاکستان مارتا فرستاد.

#### بخشودگی وام دانشجویی
از زمانی که بایدن طرحی را برای بخشودگی وام‌های دانشجویی فاش کرد، هر دو حزب به دنبال دستاوردهای انتخاباتی از این تصمیم هستند که جمهوری خواهان کارگران یقه آبی را هدف قرار می‌دهند و دموکرات‌ها به‌طور بالقوه رای‌دهندگان جوان را جذب می‌کنند. اکثریت رای‌دهندگان از بخشش وام دانشجویی در آستانه انتخابات حمایت کردند.

#### ریاست جو بایدن
جمهوری‌خواهان از محبوبیت پایین جو بایدن، رئیس‌جمهور، سود می‌برند که در بیشتر سال‌ها از ۳۰ تا ۴۰ درصد در نوسان است. رتبه‌بندی او پس از چندین پیروزی قانونی در اوت و سپتامبر ۲۰۲۲ برای مدت کوتاهی افزایش یافت، اما در اکتبر زمانی که رای‌دهندگان دوباره بر وضعیت و رشد اقتصاد تمرکز کردند، دوباره به شدت افزایش یافت.

#### تهاجم روسیه به اوکراین
تهاجم روسیه به اوکراین موضوع اصلی سیاست خارجی است که حمایت از بایدن را تغییر داده و حمایت محسوس حزب جمهوری‌خواه از روسیه را برجسته می‌کند. یک روز قبل از روز انتخابات، یوگنی پریگوژین، کارآفرین روسی که در کانون اتهامات تبلیغاتی پنهان از سوی دولت روسیه قرار داشت، در Vkontakte در رابطه با دخالت روسیه در انتخابات آمریکا نوشت: «ما مداخله کرده‌ایم، مداخله می‌کنیم و خواهیم کرد. به مداخله ادامه دهید».

## انتخابات فدرال

### انتخابات سنا
۳۵ کرسی از ۱۰۰ کرسی سنا برای انتخابات انتخاب خواهند شد، از جمله تمام ۳۴ کرسی کلاس.<span typeof="mw:Entity" id="mwAUY">&nbsp;</span>3 صندلی. یک انتخابات ویژه برای پر کردن جای خالی یکی دیگر از کلاس‌های سنا برگزار می‌شود. از آنجایی که سناتورها برای دوره‌های شش ساله خدمت می‌کنند، آخرین انتخابات به‌طور منظم برنامه‌ریزی شده برای کلاس ۳ سناتور در سال ۲۰۱۶ بازداشت شدند. برندگان انتخابات سنای ایالات متحده در تاریخ ۳ ژانویه ۲۰۲۳ در کنگره ۱۱۸ سوگند یاد خواهند کرد.

#### انتخابات ویژه
دو انتخابات ویژه در سال ۲۰۲۲ برای جایگزینی سناتورهایی که در طول کنگره ۱۱۷ استعفا دادند برگزار می‌شود:
- کلاس ۳ کالیفرنیا: کامالا هریس به عنوان معاون رئیس‌جمهور ایالات متحده انتخاب شد و در ژانویه استعفا داد. ۱۸، ۲۰۲۱، همچنین به عنوان رئیس رسمی مجلس سنا.[۳۷] فرماندار گاوین نیوسام از قدرت خود برای انتصاب الکس پادیلا، وزیر امور خارجه کالیفرنیا برای جانشینی او استفاده کرد. یک انتخابات ویژه برای پر کردن هفته‌های باقی مانده از تصدی هریس قرار است در نوامبر برگزار شود ۸، ۲۰۲۲، همزمان با انتخابات عادی برای یک دوره شش ساله، به عنوان یک نامه اعلام شده توسط Newsom.[۳۸][۳۹]
- کلاس ۲ اوکلاهاما: جیم اینهوف، رئیس‌جمهور فعلی در ۲۴ فوریه ۲۰۲۲ اعلام کرد که در پایان ۱۱۷ کنگره در ۳ ژانویه ۲۰۲۳ از سنا استعفا خواهد داد. همزمان با انتخابات عادی برای کرسی کلاس ۳ که توسط جیمز لنکفورد برگزار می‌شود، یک انتخابات ویژه برای پر کردن چهار سال باقی مانده از دوره او در ۸ نوامبر ۲۰۲۲ برگزار می‌شود.[۴۰]

### انتخابات مجلس نمایندگان
همه ۴۳۵ کرسی رای‌گیری در مجلس نمایندگان برای انتخابات قابل انتخاب هستند. پنجاه و یک نماینده و یک نماینده بدون رأی (۳۲ دموکرات، ۲۰ جمهوری‌خواه) اعلام کرده‌اند که بازنشسته می‌شوند یا زودتر استعفا می‌دهند. افراد متصدی این رقابت‌ها در انتخابات مجلس نمایندگان ۲۰۲۰ و انتخابات ویژه بعدی مشخص شدند. این انتخابات اولین انتخاباتی خواهد بود که پس از تقسیم‌بندی مجدد سرشماری پس از سال ۲۰۲۰ انجام می‌شود.

#### انتخابات ویژه
تاکنون هشت انتخابات ویژه برای مجلس نمایندگان در سال ۲۰۲۲ برگزار شده‌است:
- حوزه ۲۰ کنگره فلوریدا: شیلا شرفیلوس-مک کورمیک، دموکرات، جیسون مارینر جمهوری‌خواه را شکست داد و جانشین آلسی هستینگز دموکرات شد، که در ۶ آوریل ۲۰۲۱ بر اثر سرطان پانکراس درگذشت.[۴۱][۴۲][۴۳] این منطقه دارای شاخص حزبی D+28 است.[۴۴]
- حوزه ۲۲ کنگره کالیفرنیا: کانی کانوی جمهوری‌خواه در دور دوم، لورین هابارد دموکرات را شکست داد و جانشین دوین نونز جمهوری‌خواه شد که در ۱ ژانویه ۲۰۲۲ استعفا داد و مدیر عامل گروه رسانه و فناوری ترامپ شد.[۴۵][۴۶] این ناحیه دارای شاخص حزبی R+6 است.[۴۴]
- حوزه ۳۴ کنگره تگزاس: مایرا فلورس جمهوری‌خواه دان سانچز دموکرات را شکست داد و جانشین دموکرات فیلمون ولا جونیور شد که در ۳۱ مارس ۲۰۲۲ استعفا داد تا برای آکین گامپ اشتراوس هاوئر و فلد کار کند.[۴۷] این منطقه دارای شاخص حزبی D+5 است.[۴۴]
- حوزه اول کنگره نبراسکا: مایک فلود جمهوری‌خواه، پتی پانسینگ بروکس دموکرات را شکست داد و جانشین جف فورتنبری جمهوری‌خواه شد که در ۳۱ مارس ۲۰۲۲ پس از متهم شدن و دستگیری او به دلیل دروغ گفتن به FBI در مورد مشارکت در مبارزات انتخاباتی، استعفا داد.[۴۸] این منطقه دارای شاخص حزبی R+11 است.[۴۴]
- حوزه ۱ کنگره مینه سوتا: برد فینستاد جمهوری‌خواه جف اتینگر دموکرات را شکست داد و جانشین جیم هاگدورن جمهوری‌خواه شد که در ۱۷ فوریه ۲۰۲۲ بر اثر سرطان کلیه درگذشت.[۴۹][۵۰] این منطقه دارای شاخص حزبی R+8 است.[۴۴]
- منطقه کنگره بزرگ آلاسکا: مری پلتولا، دموکرات، سارا پیلین و نیک بیگیچ سوم جمهوری‌خواهان را شکست داد و جانشین جمهوری‌خواه دون یانگ شد که در ۱۸ مارس ۲۰۲۲ درگذشت.[۵۱] این ناحیه دارای شاخص حزبی R+9 است.[۴۴]
- حوزه نوزدهم کنگره نیویورک: پت رایان، دموکرات، مارک مولینارو جمهوری‌خواه را شکست داد و جانشین آنتونیو دلگادو دموکرات شد، که در ۲۵ می ۲۰۲۲ استعفا داد و ستوان فرماندار نیویورک شد.[۵۲] این ناحیه دارای شاخص حزبی R+3 است.[۴۴]
- حوزه ۲۳ کنگره نیویورک: جو سمپلینسکی جمهوری‌خواه، مکس دلا پیا دموکرات را شکست داد و جانشین تام رید جمهوری‌خواه شد، که در ۱۰ می ۲۰۲۲ به دلیل اتهامات تجاوز جنسی از سمت خود استعفا داد.[۵۳] این ناحیه دارای شاخص حزبی R+9 است.[۴۴]

یک انتخابات ویژه دیگر در سال ۲۰۲۲ برای جایگزینی یکی از اعضایی که در طول ۱۱۷امین کنگره جان خود را از دست داده‌است، برگزار خواهد شد:
اعضایی که جان خودرا از دست داده‌اند:
- ناحیه ۲ کنگره ایندیانا: جکی والورسکی جمهوری‌خواه فعلی در ۳ اوت ۲۰۲۲ در یک تصادف رانندگی درگذشت.[۵۴] انتخابات ویژه قرار است در ۸ نوامبر ۲۰۲۲ برگزار شود.[۵۵] این ناحیه دارای شاخص حزبی R+13 است.[۴۴]

## انتخابات ایالتی

### انتخابات فرمانداری

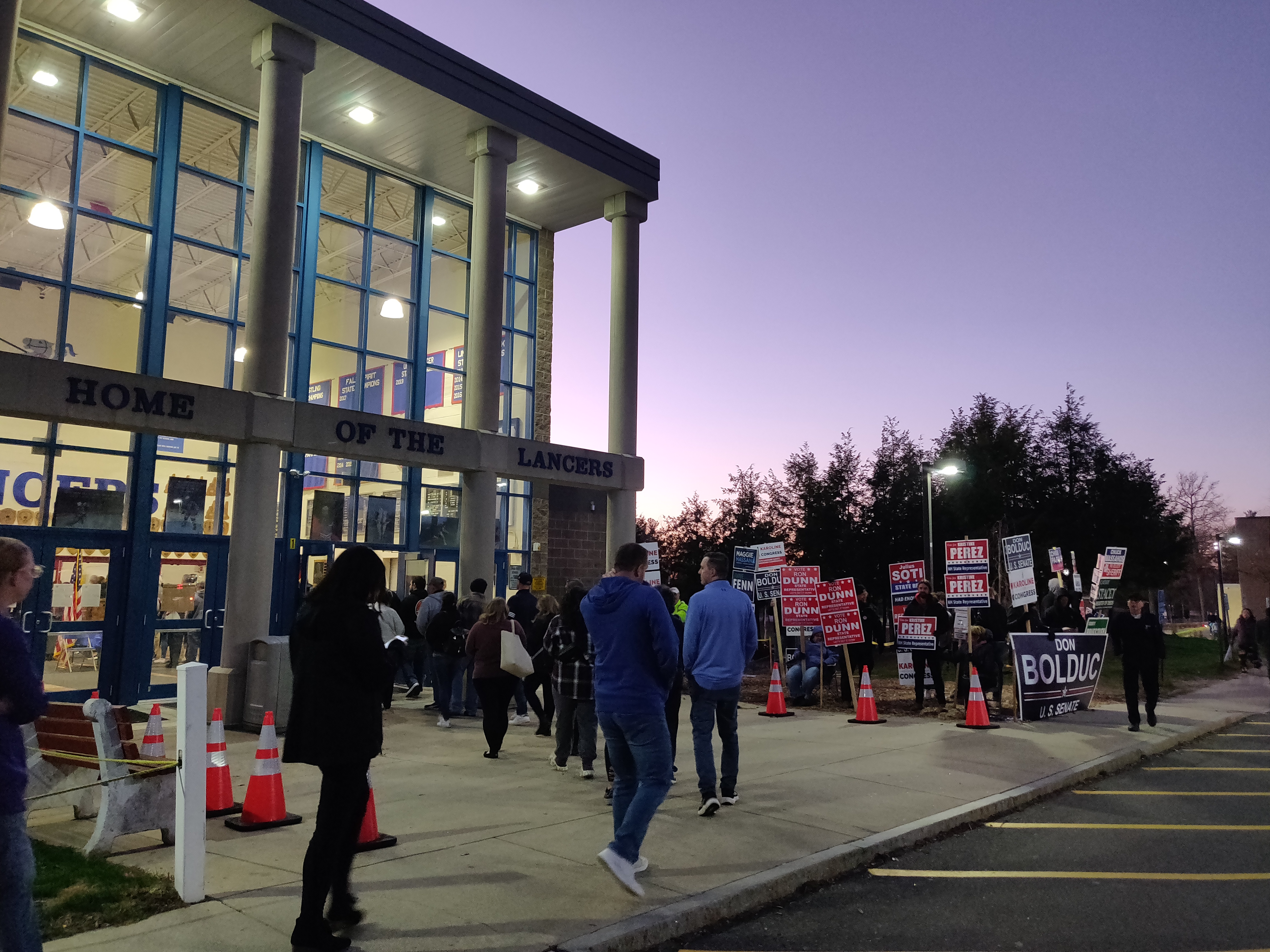
رأی دهندگان در یک محل رأی‌گیری در لندندری، نیوهمپشایر. کرسی سنای ایالت به شدت بین سناتور فعلی مگی حسن و دان بولدوک در حال رقابت است.

انتخابات برای فرمانداری‌های ۳۶ ایالت و سه منطقه برگزار خواهد شد. از آنجایی که اکثر فرمانداران دوره‌های چهار ساله دارند، آخرین انتخابات برنامه‌ریزی شده منظم برای اکثر کرسی‌های انتخاباتی در سال ۲۰۲۲ در سال ۲۰۱۸ برگزار شد. فرمانداران نیوهمپشایر و ورمونت هر کدام دو سال خدمت می‌کنند، بنابراین مدیران فعلی در این دو ایالت توسط انتخابات فرمانداری سال ۲۰۲۰ تعیین شدند.

### انتخابات دادستان کل

وضعیت مقامات فعلی برای انتخابات دادستان کل ایالات متحده در سال ۲۰۲۲

دادستان‌های کل در ۳۰ ایالت، سه منطقه و یک ناحیه فدرال انتخاب خواهند شد. انتخابات قبلی این گروه از ایالت‌ها در سال ۲۰۱۸ برگزار شد. دادستان کل ورمونت دو سال خدمت می‌کند و آخرین بار در سال ۲۰۲۰ انتخاب شد.

### انتخابات وزیر امور خارجه
وزیران امور خارجه در بیست و هفت ایالت انتخاب خواهند شد. انتخابات قبلی این گروه از ایالت‌ها در سال ۲۰۱۸ برگزار شد. وزیر امور خارجه ورمونت دو سال خدمت می‌کند و آخرین بار در سال ۲۰۲۰ انتخاب شد.

### انتخابات خزانه داری ایالتی
خزانه داران ایالتی و همتایان آن در ۲۷ ایالت به علاوه انتخابات ویژه در یوتا انتخاب خواهند شد. انتخابات قبلی این گروه از ایالت‌ها در سال ۲۰۱۸ برگزار شد. خزانه دار ورمونت دو سال خدمت می‌کند و آخرین بار در سال ۲۰۲۰ انتخاب شد.

### انتخابات قوه مقننه
اکثریت قریب به اتفاق ایالت‌ها و مناطق در سال ۲۰۲۲ انتخابات قانونگذاری برگزار خواهند کرد. لوئیزیانا، می‌سی‌سی‌پی، نیوجرسی و ویرجینیا انتخابات قانونگذاری ایالتی را برگزار نخواهند کرد، زیرا همه این ایالت‌ها چنین انتخاباتی را در سال‌های فرد برگزار می‌کنند. در ایالت‌هایی که از اصطلاحات پراکنده استفاده می‌کنند، برخی از سناتورهای ایالتی در انتخابات شرکت نخواهند کرد. از آنجایی که این انتخابات اولین انتخاباتی خواهد بود که پس از تقسیم‌بندی مجدد سرشماری در سال ۲۰۲۰ انجام می‌شود، ممکن است چندین ناحیه قانونگذاری فاقد رئیس فعلی باشند یا چندین رئیس داشته باشند.

### همه‌پرسی‌ها
۶ ایالت در پاسخ به حکم دادگاه عالی ایالات متحده در پرونده Dobbs v. سازمان بهداشت زنان جکسون که به هر ایالت قدرت کامل برای تنظیم هر جنبه ای از سقط جنین را می‌دهد: کالیفرنیا، کانزاس، کنتاکی، میشیگان، مونتانا و ورمونت. در طول انتخابات مقدماتی اوت، ۵۹٪ از رای‌دهندگان کانزاس اصلاحیه ایالت خود را «برای هر دو ارزش قائل باشید» را رد کردند، که می‌توانست حق سقط جنین را از قانون اساسی کانزاس حذف کند. رای‌دهندگان کالیفرنیا پیشنهاد ۱ را در طول انتخابات عمومی در نظر خواهند گرفت که قانون اساسی کالیفرنیا را اصلاح می‌کند تا به صراحت حق سقط جنین و وسایل پیشگیری از بارداری را اعطا کند.
در تنسی، رای‌دهندگان در مورد متمم ۱ تصمیم خواهند گرفت، که قانون اساسی تنسی را اصلاح می‌کند تا غیرقانونی بودن محل‌های کار برای الزام کارمندان به عضویت در اتحادیه‌های کارگری به عنوان شرط استخدام.

## انتخابات محلی

### انتخابات شهردار
تعدادی از شهرهای بزرگ ایالات متحده که در سال ۲۰۲۲ انتخابات شهرداری برگزار کرده‌اند:
- اوکلاهاما سیتی، اوکلاهاما: در ۸ فوریه، دیوید هولت، رئیس فعلی یک دوره، در مقابل فرانک اوربانیک و کارول هفنر مجدداً در انتخابات پیروز شد.
- میلواکی، ویسکانسین: در ۵ آوریل، شهردار موقت کاوالیر جانسون در انتخابات ویژه برای یک دوره کامل در برابر باب دانوان پیروز شد.
- نورمن، اوکلاهاما: در ۵ آوریل، بری کلارک، رئیس فعلی یک دوره، در دور دوم انتخابات در برابر لری هیکیلا شکست خورد.
- کلمبیا، میسوری: در ۵ آوریل، باربارا بوفالو به سختی رندی مینچو را شکست داد و جانشین برایان تریس شد.
- دنتون، تگزاس: در ۷ مه، جرارد هادسپت، رئیس فعلی یک دوره، بار دیگر در مقابل پل ملتزر پیروز شد.
- نیوآرک، نیوجرسی: در ۱۰ می، راس باراکا، رئیس دو دوره ای فعلی، در انتخابات مجدد در برابر شیلا مونتاگ پیروز شد.
- شارلوت، کارولینای شمالی: در ۲۶ ژوئیه، وی لایلز، رئیس دو دوره ای، در مقابل استفانی د ساراچاگا -بیلبائو پیروز شد.

#### واجد شرایط
- لکسینگتون، کنتاکی: لیندا گورتون، جمهوری‌خواه فعلی، برای انتخاب مجدد نامزد می‌شود.[۶۲]
- فورت اسمیت، آرکانزاس: جورج مک گیل، دموکرات فعلی، برای انتخاب مجدد نامزد می‌شود.[۶۳]
- لیتل راک، آرکانزاس: فرانک اسکات جونیور، دموکرات فعلی، برای انتخاب مجدد نامزد می‌شود.[۶۴]
- رالی، کارولینای شمالی: مری-آن بالدوین، دموکرات فعلی، برای انتخاب مجدد نامزد شده‌است.[۶۵]
- رینو، نوادا: هیلاری شیو، رئیس مستقل فعلی، برای انتخاب مجدد نامزد می‌شود.[۶۶]
- سن برناردینو، کالیفرنیا: جان والدیویا، جمهوری‌خواه فعلی، در انتخابات مقدماتی شکست خورد. هلن تران و جیم پنمن به دور دوم انتخابات راه یافتند.[۶۷]
- شروپورت، لوئیزیانا: آدریان پرکینز، دموکرات فعلی، برای انتخاب مجدد نامزد می‌شود.[۶۸]
- تالاهاسی، فلوریدا: جان دیلی، دموکرات فعلی، برای انتخاب مجدد نامزد می‌شود.[۶۹]
- واشینگتن، دی سی: موریل بوزر، دموکرات فعلی، برای انتخاب مجدد نامزد شده‌است.[۷۰]

#### واجد شرایط نیست یا بازنشسته می‌شود
- آناهیم، کالیفرنیا: هری سیدو، جمهوری‌خواه کنونی، در بحبوحه تحقیقات فدرال فساد در دفترش استعفا داد.[۷۱][۷۲]
- آگوستا، جورجیا: هاردی دیویس، دموکرات فعلی، به دلیل محدودیت دوره، واجد شرایط نامزدی مجدد برای انتخابات نیست.
- آستین، تگزاس: استیو آدلر، دموکرات فعلی، به دلیل محدودیت دوره، واجد شرایط نامزدی مجدد برای انتخاب مجدد نیست.
- چولا ویستا، کالیفرنیا: مری سالاس، دموکرات فعلی، به دلیل محدودیت دوره، واجد شرایط نامزدی مجدد برای انتخابات نیست.
- هندرسون، نوادا: دبرا مارس، دموکرات فعلی، به دلیل محدودیت دوره، واجد شرایط نامزدی مجدد برای انتخابات نیست.
- لاردو، تگزاس: پیت سانز، دموکرات فعلی، به دلیل محدودیت دوره، واجد شرایط نامزدی مجدد برای انتخابات نیست.
- لانگ بیچ، کالیفرنیا: رابرت گارسیا، دموکرات فعلی، به دلیل محدودیت دوره، واجد شرایط نامزدی مجدد برای انتخابات نیست.[۷۳]
- لس آنجلس، کالیفرنیا: اریک گارستی، دموکرات فعلی، به دلیل محدودیت دوره، واجد شرایط نامزدی مجدد برای انتخابات نیست. [ب]
- لوئیزویل، کنتاکی: گرگ فیشر، دموکرات فعلی، به دلیل محدودیت دوره، واجد شرایط نامزدی مجدد برای انتخاب مجدد نیست.
- لوباک، تگزاس: دن پوپ، جمهوری‌خواه فعلی، بازنشسته می‌شود.[۷۴]
- نیوپورت نیوز، ویرجینیا: مک‌کینلی ال پرایس، رئیس مستقل فعلی، بازنشسته می‌شود.[۷۵]
- لاس وگاس شمالی، نوادا: جان جی لی، جمهوری‌خواه فعلی، برای نامزدی فرماندار نوادا بازنشسته می‌شود.[۷۶]
- اوکلند، کالیفرنیا: لیبی شاف، دموکرات فعلی، به دلیل محدودیت دوره، واجد شرایط نامزدی مجدد برای انتخاب مجدد نیست.
- پراویدنس، رود آیلند: خورخه الورزا، دموکرات فعلی، به دلیل محدودیت دوره، واجد شرایط نامزدی مجدد برای انتخاب مجدد نیست.
- سن خوزه، کالیفرنیا: سم لیکاردو، دموکرات فعلی، به دلیل محدودیت دوره، واجد شرایط نامزدی مجدد برای انتخابات نیست.

### انتخابات شهرستان
- شهرستان کوک، ایلینوی: ارزیاب، کارمند، کلانتر، خزانه‌دار، هیئت کمیسیون‌ها، هیئت بازبینی، هیئت منطقه احیای آب، دادگاه مداری
- شهرستان کویاهوگا، اوهایو: اجرایی، شورای
- شهرستان هنپین، مینه سوتا: وکیل
- شهرستان لس آنجلس، کالیفرنیا: کلانتر، ارزیاب، هیئت نظارت، دادگاه عالی
- شهرستان اورنج، کالیفرنیا: دادستان منطقه، هیئت نظارت

## انتخابات قبیله ای
چندین قبیله برجسته بومی آمریکا در سال ۲۰۲۲ انتخاباتی را برای پست‌های اجرایی قبیله ای برگزار می‌کنند، از جمله ملت Kaw، رودخانه شاین سیوکس، قبیله سن کارلوس آپاچی، قبیله Wampanoag از گی هد، و قبیله دلاور هندی‌ها.
در طول سال ۲۰۲۲، جفری ایستاده بیر رئیس شورای قبیله ای و بورلی کیوهاویتون کوک، رئیس شورای قبیله ای از قبیله سنت رجیس موهاک هر دو برای سومین دوره انتخاب شدند. رئیس مارشال پیریت از قبیله تونیکا- بیلوکسی، قبیله پئوریا از سرخپوستان اوکلاهما، رئیس کریگ هارپر، و رئیس قبیله پریری باند پوتاواتومی، جوزف روپنیک برای دومین دوره انتخاب شدند. شورای مرکزی قبایل تلینگیت و هایدا آلاسکا رئیس قبیله چالی ایش یعنی ریچارد پترسون را برای پنجمین دوره انتخاب کرد. به‌طور مشابه، لین «نای» والبوئنا برای پنجمین دوره به عنوان رئیس گروه سن مانوئل هندیان مأموریت انتخاب شد. همچنین رئیس قبیله پئوریا از سرخپوستان اوکلاهما، کریگ هارپر و رئیس جامعه هندی سالت ریور پیما-ماریکوپا، مارتین هارویر، و همچنین جوزف برد، رئیس کشور Quapaw ، انتخاب گردیدند. بیل استرود دوباره به عنوان رئیس قبیله پویالوپ انتخاب شد. او برای اولین بار در سال ۱۹۷۸ به شورای قبیله ای پیوست.
رید دی میلانوویچ به عنوان رئیس گروه آگوا کالینته سرخپوستان کاهویلا انتخاب شد و جایگزین جف گرابه بازنشسته شد. کلیتون دومونت جونیور یک کرسی آزاد را به دست آورد تا رئیس قبایل کلامات شود. Arden L. Kucate به عنوان فرماندار Pueblo of Zuni انتخاب شد. در کنفدراسیون واباناکی، قبیله پاساماکودی در متحکمیکوک ویلیام نیکلاس را برای چهارمین بار به عنوان رئیس انتخاب کردند. رئیس کرک فرانسیس برای ششمین دوره به عنوان رئیس کشور Penobscot انتخاب شد. و نماینده قبیله رنا نیول به عنوان رئیس قبیله پاساماکودی در سیپاییک انتخاب شد و رئیس مگی دانا را برکنار کرد.
چند تن دیگر از رهبران قبیله در هنگام انتخاب مجدد شکست خوردند. بو نایگرن جاناتان نز را شکست داد و رئیس‌جمهور ناواهو شد. رقیب نایگرن، ریشل مونتویا، اولین زنی است که به عنوان معاون رئیس‌جمهور ناواهو انتخاب شد. لورا آن شایسون در انتخابات ریاست سازمان ملل متحد هما، اوت «کاکائو» کرپل را شکست داد. کاسی ولاسکوئز با شکست گوندنا لی-گاتوود، رئیس‌جمهور، دومین زنی بود که به رهبری قبیله آپاچی کوه سفید انتخاب شد. رزمری لاکلر رئیس قبیله هندی نوک ساک رازول کلین پدر را شکست داد و فلوید «باک» جوردین رئیس سابق گروه رد لیک چیپوا را شکست داد، رئیس قبیله فعلی دارل سکی را شکست داد

## جدول نتایج ایالتی، سرزمینی و فدرال
این جدول نتایج حزبی انتخابات ریاست جمهوری، کنگره، فرمانداری و قانونگذاری ایالتی را نشان می‌دهد که در هر ایالت و منطقه در سال ۲۰۲۲ برگزار شد. توجه داشته باشید که همه ایالت‌ها و مناطق در سال ۲۰۲۲ انتخابات فرمانداری، قانونگذاری ایالتی و سنا را برگزار نمی‌کنند. پنج منطقه و واشینگتن دی سی، اعضای سنا را انتخاب نمی‌کنند، و مناطق در انتخابات ریاست جمهوری شرکت نمی‌کنند. در عوض، هر کدام یک عضو بدون رای مجلس را انتخاب می‌کنند. قوه مقننه تک مجلسی نبراسکا و فرمانداری و قوه مقننه ساموآی آمریکا بر مبنایی غیر حزبی انتخاب می‌شوند و وابستگی به احزاب سیاسی در فهرست نیست.

## هزینه‌های کمپین
کمپین‌های انتخاباتی انتخابات میان دوره ای ایالات متحده در سال ۲۰۲۲ با مجموع هزینه‌های تقریباً ۱۷ میلیارد دلاری، از گران‌ترین مبارزات انتخاباتی در تاریخ ایالات متحده بود.